# García V (roi de Pampelune)
Pour les articles homonymes, voir García.
 (mars 2025).
García V de Navarre dit le Restaurateur, né en 1110/1112, mort le 21 novembre 1150 à Lorca. Il régna sur la Navarre de 1134 à 1150.  Seigneur de Monzon et Logroño à partir de 1116, puis roi de Pampelune (1134-1150).Il fut le premier souverain à abandonner le titre de roi de Pampelune pour prendre celui de roi de Navarre.
Garcia naquit de Christine de Bivar (fille du Cid Campeador) et de Ramiro II de Monzon, fils de Sanche de Uncastillo, lui-même fils illégitime de García IV de Navarre. À la mort d'Alphonse Ier d'Aragon sans descendance, la noblesse et les évêques navarrais élurent Garcia roi de Navarre, rétablissant l'autonomie du royaume après 58 ans d'union politique avec le royaume d'Aragon. Après un conflit initial, il finit par s'allier avec le roi Alphonse VII de Castille-et-León et prend part à la Reconquista.

## Biographie
En 1134, une crise de succession agita le royaume uni de Navarre et d'Aragon. À la suite de l'assassinat du roi Sanche IV de Navarre en 1076 par ses frères et sœurs, la Navarre avait été partagée entre la Castille et l'Aragon, les rois de ce dernier réclamant la couronne navarraise. À la mort du roi Alphonse Ier le Batailleur sans enfants en 1134, la succession des deux royaumes déboucha sur un conflit. Dans son testament, Alphonse avait curieusement laissé les royaumes à trois ordres de croisés, ce qui empêchait la papauté d'intervenir dans le choix des prétendants. Ce testament inhabituel fut immédiatement rejeté et la noblesse d’Aragon privilégia le frère cadet d’Alphonse, le moine Ramiro. La noblesse de Navarre, sceptique quant au tempérament de Ramiro, jugé incapable de résister aux incursions de son voisin occidental, le roi Alphonse VII de Castille, qui revendiquait également le royaume, choisit dans un premier temps un autre candidat, Pedro de Atarés, petit-fils de l'oncle naturel d'Alphonse, Sancho Ramírez, comte de Ribagorce. Les évêques et les barons furent convoqués à Pampelune pour choisir entre Pedro et Ramiro, mais l'arrogance de Pedro les détourna de lui au profit d'un descendant de leur propre dynastie, García Ramírez, seigneur de Monzón, descendant, comme Pedro, d'un frère naturel d'un ancien roi. Garcia fut donc élu par la noblesse et le clergé de Navarre, tandis que Ramiro était intronisé par l'Aragon, fermement opposé à l'élection de García en Navarre.
A l'issue de l'élection, l'évêque de Pampelune confia à García le trésor de son église pour financer son gouvernement contre les prétentions de Ramiro. Parmi les autres partisans de García figuraient Lop Ennechones, Martinus de Leit et le comte Latro, qui menèrent des négociations au nom du roi avec Ramiro. Cependant, en janvier 1135, avec le pacte de Vadoluengo, les deux monarques parvinrent à un accord mutuel "d'adoption" : García serait considéré comme le "fils" et Ramiro, le "père", afin de préserver à la fois l'indépendance de chaque royaume et la suprématie de facto de l'Aragon. En mai 1135, García se déclara vassal d'Alphonse VII, ce qui le plaçait à la fois sous la protection de la Castille, tout en lui valant la reconnaissance de son statut de roi auprès d'Alphonse, qui revendiquait la succession du Batailleur. La soumission de García à la Castille a été considérée comme un acte de protection pour la Navarre, qui a eu pour conséquence de la placer dans une alliance offensive contre l'Aragon, qui força par ailleurs Ramiro à se marier et à produire un héritier. D'autre part, il est possible que García ait réagi au mariage de Ramiro, qui prouvait que le roi d'Aragon cherchait un autre héritier que son parent éloigné et fils adoptif.
Autour de septembre 1135, Alphonse VII accorda le fief de Saragosse à García. Récemment pris à l'Aragon, cet avant-poste de l'autorité castillane à l'Est dépassait clairement la capacité de contrôle militaire du roi et fournissait à ce dernier de nouvelles façons pour exprimer sa reconnaissance de García en tant que roi de Navarr. En 1136, Alphonse VII fut contraint de rendre hommage à Ramiro à Saragosse et de le reconnaître comme roi de Saragosse. En 1137, Saragosse fut livrée à Raymond-Bérenger, bien qu'Alphonse en conservât la suzeraineté. Le règne de García à Saragosse était terminé.
En 1136, García dut céder la Rioja à la Castille mais, en 1137, il s'allia avec Alphonse Ier de Portugal et affronta Alphonse VII. Le conflit se termina par un traité de paix, entre 1139 et 1140 et Garcia devint ensuite un allié de la Castille dans la Reconquista, jouant notamment un rôle déterminant dans la conquête d'Almería en 1147. En 1146, il occupa Tauste, qui appartenait à l'Aragon, et Alphonse VII intervint pour assurer la médiation de paix entre les deux royaumes.
García mourut le 21 novembre 1150 à Lorca, près d'Estella, et fut enterré dans la cathédrale de Santa María la Real à Pampelune. 
García a laissé comme monument principal de son règne le monastère de Santa María de la Oliva à Carcastillo, bel exemple d'architecture romane.

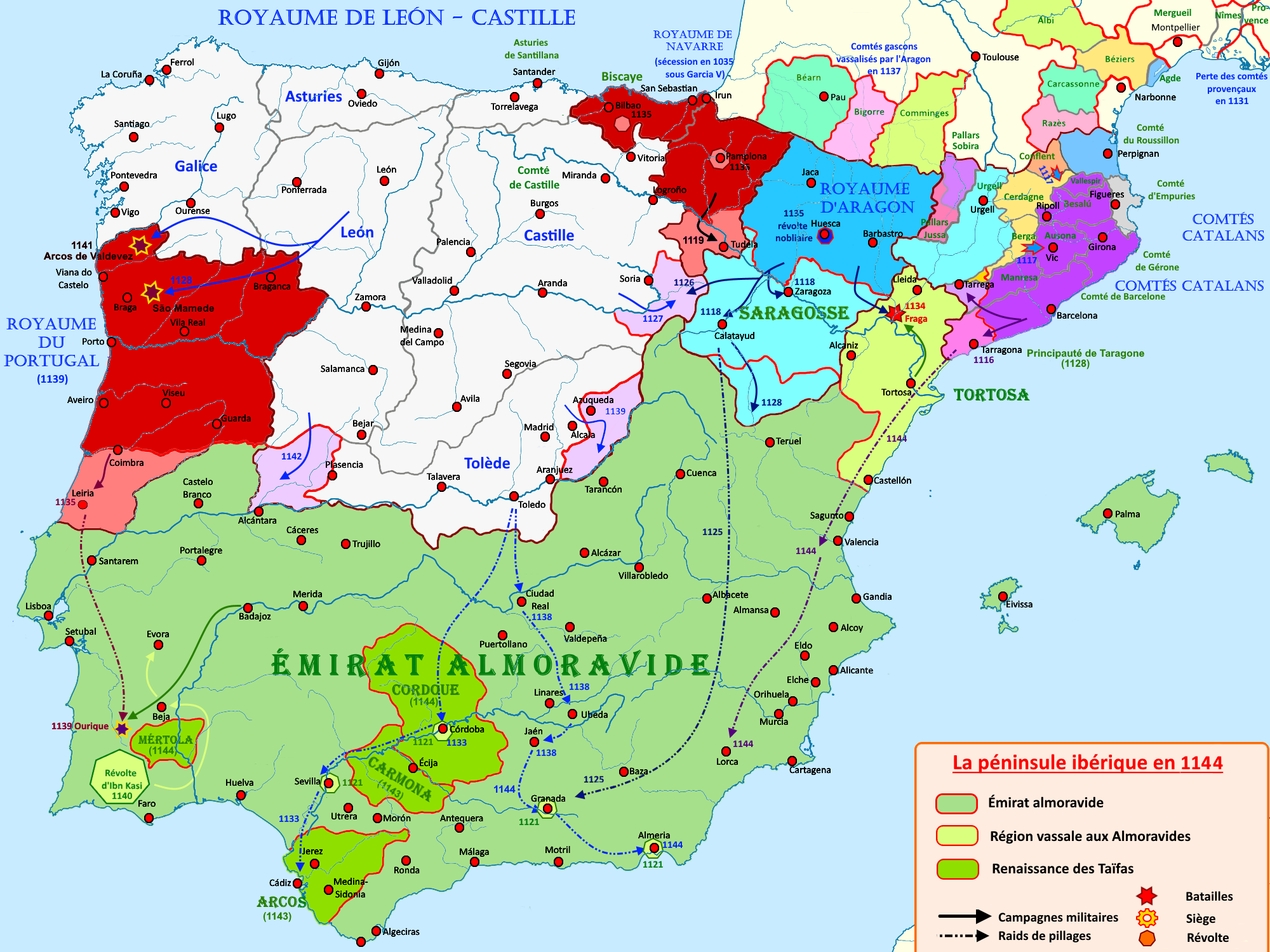
La sécession de la Navarre envers l'Aragon en 1135.

## Mariages et descendance
Peu de temps après 1130, García épousa Marguerite de l'Aigle, fille de Gilbert de l'Aigle et de Juliette du Perche. Par sa mère, elle était aussi petite-nièce de Félicie de Roucy, reine d'Aragon et de Navarre par son mariage avec Sanche Ier d'Aragon et donc cousine du roi Alphonse le Batailleur. 
Le couple eut une relation précaire : la reine avait de nombreux amants - Elle eut d'ailleurs un fils cadet, Rodrigue, que son mari refusa de reconnaître - et faisait preuve de favoritisme envers ses parents français. 
Ensemble, ils eurent :
- Sanche VI de Navarre, successeur de son père ;
- Blanche de Navarre (1133-1156), promise à Raimond-Bérenger IV d'après le traité de paix de 1149, malgré les fiançailles de l'intéressé avec Pétronille d'Aragon, mais épousa finalement en 1151 Sanche III de Castille :
  - leur fils fut Alphonse VIII de Castille (postérité) ;
- Marguerite de Navarre (1128-†1183), en 1150 elle épousa Guillaume Ier de Sicile dit le Mauvais :
  - ils furent les parents de Guillaume II de Sicile dit le Bon ;
- Rodrigo alias Henri de Montescaglioso, fils de Marguerite, finalement non reconnu par Garcia et considéré comme bâtard. Comte du Principat en Sicile.

Veuf, García épousa Urraque, fille illégitime d’Alphonse VII de Castille, dite La Asturiana, le 24 juin 1144, à Barcelone, afin de renforcer ses liens avec son souverain. De cette union naquit :
- Sancha de Navarre († 1176), en 1165 elle épousa Gaston V de Béarn (†1170), sans postérité. Veuve elle épousa en 1173 Pedro Manrique de Lara († 1202), seigneur de Molina et héritier de la vicomté de Narbonne,
  - mère d'Aymeri III de Narbonne.